# Kruglopodpólnoie
Kruglopodpólnoie (en rus: Круглоподпольное) és un poble (un possiólok) de l'óblast de Vorónej, a Rússia, segons el cens del 2010 tenia 440 habitants.